# لاين نوبل
لاين نوبل (بالإنجليزية: Iain Noble)‏ هو مصرفي بريطاني، ولد في 8 سبتمبر 1935 في برلين في ألمانيا، وتوفي في 25 ديسمبر 2010 في جزيرة سكاي في المملكة المتحدة.